# Lago Kalimanci
El lago Kalimanci (en macedonio: Калиманско Езеро) es un lago artificial situado en el este de Macedonia del Norte, entre los municipios de Delčevo, Makedonska Kamenica y Vinica. Se encuentra al pie del macizo de Osogovo y fue creado por una presa construida en 1969 en el río Bregalnica.
El lago se utiliza principalmente para el riego de tierras agrícolas de la región, como los arrozales de Kočani. También alberga una central hidroeléctrica.